# Football Club Internazionale Milano 1986-1987
Questa voce raccoglie le informazioni riguardanti il Football Club Internazionale Milano nelle competizioni ufficiali della stagione 1986-1987.

## Stagione
Grande «colpo» dell'estate 1986 in casa nerazzurra il nuovo allenatore Giovanni Trapattoni, reduce da un vittorioso decennio con la Juventus e ora in cerca di altri stimoli: modellando la spina dorsale sull'asse Passarella-Matteoli, Piraccini riempiva il centrocampo con l'ala o punta Garlini per dare soluzioni all'attacco.

Il nuovo tecnico Giovanni Trapattoni (in maglia gialla) guida il gruppo durante un allenamento nel ritiro estivo di San Pellegrino Terme.

L'esordio in campionato fu contro la matricola Empoli, prevalsa sul neutro di Firenze per un gol di Osio: Altobelli e compagni recuperarono in fretta dalla sconfitta, pur centrando solamente in dicembre la prima vittoria esterna. In scia della capolista Napoli, l'Inter realizzò un temporaneo aggancio vanificato al Bentegodi: col ritardo dai partenopei fissato a −2, l'infortunio occorso a Rummenigge generò una pesante crisi.
Gli uomini del Trap cadevano infatti a Roma, sprecando poi il vantaggio nella stracittadina milanese del 1º marzo 1987: la terza disfatta consecutiva andò in scena al Marassi, dove il capitano argentino intervenne con violenza sul giovane raccattapalle Maurizio Piana rimediando una lunga squalifica. Tornata a imporsi nel derby d'Italia contro i sabaudi, la Beneamata mancò di superare i quarti in Coppa UEFA arrendendosi allo svedese Göteborg: 1-1 il punteggio complessivo, favorevole tuttavia agli scandinavi per la rete segnata a San Siro.
La definitiva resa del tedesco aprì spazio all'esordio del classe 1968 Massimo Ciocci, mentre le ultime opportunità di agganciare i campani si rifacevano alla matematica: gettando la spugna nelle trasferte di Ascoli Piceno e Bergamo, i lombardi subirono il sorpasso juventino all'ultima giornata dovendosi accontentare del terzo posto.

## Divise e sponsor
Lo sponsor tecnico per la stagione 1986-1987 fu Le Coq Sportif, mentre lo sponsor ufficiale fu Misura.
| 1ª divisa | 2ª divisa |

## Organigramma societario
Area direttiva
- Presidente: Ernesto Pellegrini
- Vicepresidente: Giuseppe Prisco, Giulio Abbiezzi e Angelo Corridori

Area organizzativa
- Segretaria: Ileana Almonti

Area comunicazione
- Capo ufficio stampa: Valberto Miliani

Area tecnica
- Direttore Sportivo: Giancarlo Beltrami
- Allenatore: Giovanni Trapattoni
- Allenatore in seconda: Arcadio Venturi

Area sanitaria
- Medico sociale: dott. Pasquale Bergamo
- Preparatore atletico: Vanni Turconi
- Massaggiatori: Giancarlo Della Casa e Massimo Della Casa

## Rosa
| N. |                      | Ruolo | Calciatore           |
| -- | -------------------- | ----- | -------------------- |
|    | Italia (bandiera)    | P     | Astutillo Malgioglio |
|    | Italia (bandiera)    | P     | Massimiliano Caniato |
|    | Italia (bandiera)    | P     | Walter Zenga         |
|    | Italia (bandiera)    | D     | Giuseppe Bergomi     |
|    | Italia (bandiera)    | D     | Gabriele Baraldi     |
|    | Italia (bandiera)    | D     | Fabio Calcaterra     |
|    | Italia (bandiera)    | D     | Riccardo Ferri (II)  |
|    | Italia (bandiera)    | D     | Luciano Marangon     |
|    | Argentina (bandiera) | D     | Daniel Passarella    |
|    | Italia (bandiera)    | D     | Alberto Rivolta      |
|    | Italia (bandiera)    | C     | Giuseppe Baresi (I)  |
|    | Italia (bandiera)    | C     | Pietro Fanna         |

| N. |                     | Ruolo | Calciatore                      |
| -- | ------------------- | ----- | ------------------------------- |
|    | Italia (bandiera)   | C     | Stefano Civeriati               |
|    | Italia (bandiera)   | C     | Enrico Cucchi                   |
|    | Italia (bandiera)   | C     | Andrea Mandorlini               |
|    | Italia (bandiera)   | C     | Gianfranco Matteoli             |
|    | Italia (bandiera)   | C     | Giuseppe Minaudo                |
|    | Italia (bandiera)   | C     | Adriano Piraccini               |
|    | Italia (bandiera)   | C     | Marco Tardelli                  |
|    | Italia (bandiera)   | A     | Alessandro Altobelli (capitano) |
|    | Italia (bandiera)   | A     | Massimo Ciocci                  |
|    | Italia (bandiera)   | A     | Oliviero Garlini                |
|    | Germania (bandiera) | A     | Karl-Heinz Rummenigge           |

## Calciomercato

### Sessione estiva
| Acquisti         | Acquisti                | Acquisti   | Acquisti      |
| R.               | Nome                    | da         | Modalità      |
| ---------------- | ----------------------- | ---------- | ------------- |
| P                | Astutillo Malgioglio    | Lazio      | definitivo    |
| D                | Fabio Calcaterra        | Lazio      | fine prestito |
| D                | Daniel Passarella       | Fiorentina | definitivo    |
| C                | Giuseppe Accardi        | Cavese     | definitivo    |
| C                | Stefano Civeriati       | Pavia      | fine prestito |
| C                | Gianfranco Matteoli     | Sampdoria  | definitivo    |
| C                | Adriano Piraccini       | Bari       | definitivo    |
| A                | Oliviero Garlini        | Lazio      | definitivo    |
| Altre operazioni |                         |            |               |
| R.               | Nome                    | da         | Modalità      |
| P                | Claudio Bozzini         | Cairese    | fine prestito |
| D                | Gianni Marco Sansonetti | Siena      | fine prestito |
| D                | Walter Dondoni          | Monza      | fine prestito |
| D                | Francesco Frascella     | Siena      | fine prestito |
| D                | Luca Meazza             | Cesena     | fine prestito |
| D                | Corrado Verdelli        | Oltrepò    | definitivo    |
| C                | Evaristo Beccalossi     | Monza      | fine prestito |
| C                | Mauro Castellazzi       | Cairese    | fine prestito |
| C                | Ilario Cozzi            | Sorso      | fine prestito |
| C                | Claudio Fermanelli      | Siena      | fine prestito |
| C                | Carmelo Granata         | Forlì      | fine prestito |
| C                | Maurizio Laureri        | Monza      | fine prestito |
| C                | Giancarlo Majerna       | Novara     | fine prestito |
| C                | Mauro Marmaglio         | Trento     | fine prestito |

| Cessioni         | Cessioni                | Cessioni        | Cessioni         |
| R.               | Nome                    | da              | Modalità         |
| ---------------- | ----------------------- | --------------- | ---------------- |
| P                | Fabrizio Lorieri        | Torino          | definitivo       |
| D                | Daniele Bernazzani      | Pisa            | definitivo       |
| C                | Liam Brady              | Ascoli          | definitivo       |
| C                | Giampiero Marini        |                 | ritiro           |
| C                | Carmine Nunziata        | Alzano Virescit | prestito         |
| A                | Franco Selvaggi         | Sambenedettese  | definitivo       |
| Altre operazioni |                         |                 |                  |
| R.               | Nome                    | da              | Modalità         |
| P                | Gianni Marco Sansonetti | Messina         | prestito         |
| D                | Walter Dondoni          | Livorno         | definitivo       |
| C                | Evaristo Beccalossi     | Brescia         | definitivo       |
| C                | Mauro Castellazzi       | Pistoiese       | definitivo       |
| C                | Ilario Cozzi            | Legnano         | definitivo       |
| C                | Claudio Fermanelli      | SPAL            | prestito         |
| C                | Maurizio Laureri        | Bari            | prestito         |
| C                | Teodoro Piccinno        | Brindisi        | rinnovo prestito |
| C                | Andrea Zanuttig         | Reggiana        | definitivo       |
| A                | Andrea Bonacini         | Novara          | definitivo       |
| A                | Fabrizio Gatti          | Nocerina        | definitivo       |
| C                | Aldo Serena             | Juventus        | rinnovo prestito |

### Sessione autunnale
| Acquisti         | Acquisti         | Acquisti         | Acquisti         |
| R.               | Nome             | da               | Modalità         |
| Altre operazioni | Altre operazioni | Altre operazioni | Altre operazioni |
| R.               | Nome             | da               | Modalità         |
| ---------------- | ---------------- | ---------------- | ---------------- |

| Cessioni         | Cessioni            | Cessioni    | Cessioni                |
| R.               | Nome                | da          | Modalità                |
| ---------------- | ------------------- | ----------- | ----------------------- |
| D                | Fulvio Collovati    | Udinese     | prestito (ad ottobre)   |
| A                | Massimo Pellegrini  | Cagliari    | prestito (ad ottobre)   |
| Altre operazioni |                     |             |                         |
| R.               | Nome                | da          | Modalità                |
| P                | Claudio Bozzini     | Licata      | prestito (ad ottobre)   |
| D                | Francesco Frascella | Campania    | prestito (ad ottobre)   |
| D                | Luca Meazza         | Alessandria | ceduto (a gennaio)      |
| C                | Giuseppe Accardi    | Campobasso  | prestito (ad ottobre)   |
| C                | Carmelo Granata     | Centese     | definitivo (ad ottobre) |
| C                | Paolo Mandelli      | Lazio       | prestito (ad ottobre)   |
| C                | Mauro Marmaglio     | Alessandria | prestito (ad ottobre)   |

## Risultati

### Serie A

#### Girone di andata
| Arbitro: | Pairetto (Torino) |

|          |           |  |
| Osio 37’ | Marcatori |  |

| Arbitro: | Bergamo (Livorno) |

|                                                           |           |  |
| Rummenigge 4’, 32’ Altobelli 58’ (rig.) Giorgi 77’ (aut.) | Marcatori |  |

| Udinese 28 settembre 1986 3ª giornata | Udinese       | 0 – 0 referto | Inter | Stadio Friuli\| Arbitro: \| Redini (Pisa) \| |
| Arbitro:                              | Redini (Pisa) |               |       |                                              |

| Arbitro: | Pieri (Pescia) |

|                                    |           |            |
| Garlini 5’ Altobelli 58’, 67’, 77’ | Marcatori | 69’ Pruzzo |

| Milano 12 ottobre 1986 5ª giornata | Milan           | 0 – 0 referto | Inter | Stadio Giuseppe Meazza\| Arbitro: \| Magni (Bergamo) \| |
| Arbitro:                           | Magni (Bergamo) |               |       |                                                         |

| Arbitro: | Longhi (Roma) |

|                       |           |  |
| Passarella 66’ (rig.) | Marcatori |  |

| Arbitro: | Lanese (Messina) |

|                 |           |               |
| Ferri 8’ (aut.) | Marcatori | 49’ Altobelli |

| Napoli 2 novembre 1986, ore 15:00 CET 8ª giornata | Napoli         | 0 – 0 referto | Inter | Stadio San Paolo\| Arbitro: \| Pieri (Pescia) \| |
| Arbitro:                                          | Pieri (Pescia) |               |       |                                                  |

| Arbitro: | Bergamo (Livorno) |

|                   |           |             |
| Altobelli 5’, 47’ | Marcatori | 75’ Dossena |

| Arbitro: | Longhi (Roma) |

|                    |           |           |
| Matteoli 3’ (aut.) | Marcatori | 24’ Fanna |

| Milano 30 novembre 1986 11ª giornata | Inter         | 0 – 0 referto | Avellino | Stadio Giuseppe Meazza\| Arbitro: \| Redini (Pisa) \| |
| Arbitro:                             | Redini (Pisa) |               |          |                                                       |

| Arbitro: | Pieri (Genova) |

|  |           |                |
|  | Marcatori | 46’ Passarella |

| Arbitro: | Lombardo (Marsala) |

|                                         |           |  |
| Altobelli 24’ Rummenigge 31’ Baresi 88’ | Marcatori |  |

| Arbitro: | Mattei (Macerata) |

|           |           |  |
| Fanna 18’ | Marcatori |  |

| Arbitro: | Lanese (Messina) |

|                 |           |               |
| Larsen 40’, 88’ | Marcatori | 32’ Altobelli |

#### Girone di ritorno
| Arbitro: | Baldas (Trieste) |

|                             |           |             |
| Matteoli 41’ Mandorlini 70’ | Marcatori | 90’ Ekström |

| Arbitro: | Pieri (Genova) |

|  |           |                |
|  | Marcatori | 13’ Passarella |

| Arbitro: | Redini (Pisa) |

|                           |           |  |
| Garlini 60’ Altobelli 88’ | Marcatori |  |

| Arbitro: | Lanese (Messina) |

|               |           |  |
| Berggreen 30’ | Marcatori |  |

| Arbitro: | Bergamo (Livorno) |

|                   |           |                          |
| Baresi 26’ (aut.) | Marcatori | 53’ Galderisi 85’ Virdis |

| Arbitro: | Mattei (Macerata) |

|                                            |           |             |
| Briegel 10’ Mancini 76’ (rig.) Lorenzo 90’ | Marcatori | 57’ Garlini |

| Arbitro: | Agnolin (Bassano del Grappa) |

|                       |           |            |
| Fanna 42’ Garlini 75’ | Marcatori | 88’ Serena |

| Arbitro: | Lo Bello (Siracusa) |

|             |           |  |
| Bergomi 85’ | Marcatori |  |

| Torino 29 marzo 1987, ore 15:00 UTC+2 24ª giornata | Torino            | 0 – 0 referto | Inter | Stadio Comunale (34 823 spett.)\| Arbitro: \| Bergamo (Livorno) \| |
| Arbitro:                                           | Bergamo (Livorno) |               |       |                                                                    |

| Arbitro: | Pezzella (Frattamaggiore) |

|             |           |  |
| Bergomi 52’ | Marcatori |  |

| Arbitro: | Lo Bello (Siracusa) |

|  |           |               |
|  | Marcatori | 65’ Altobelli |

| Arbitro: | Lanese (Messina) |

|            |           |  |
| Ciocci 72’ | Marcatori |  |

| Arbitro: | Pieri (Genova) |

|              |           |  |
| Agostini 41’ | Marcatori |  |

| Arbitro: | Lombardo (Marsala) |

|                  |           |  |
| Ferri 36’ (aut.) | Marcatori |  |

| Milano 17 maggio 1987 30ª giornata | Inter            | 0 – 0 referto | Verona | Stadio San Siro\| Arbitro: \| Paparesta (Bari) \| |
| Arbitro:                           | Paparesta (Bari) |               |        |                                                   |

### Coppa Italia

#### Primo turno
| Arbitro: | Paparesta (Bari) |

|                       |           |                                               |
| Passarella 71’ (aut.) | Marcatori | 20’ Ferri 74’ Rummenigge 90’ (rig.) Altobelli |

| Arbitro: | Pieri (Genova) |

|            |           |                                                           |
| Borghi 40’ | Marcatori | 10’ Passarella 35’ Piraccini 60’ Rummenigge 75’ Altobelli |

| Arbitro: | Leni (Perugia) |

|                                                   |           |                      |
| Altobelli 9’ Passarella 36’ (rig.), 67’ Fanna 60’ | Marcatori | 55’ (rig.) Chiarella |

| Arbitro: | Agnolin (Bassano del Grappa) |

|              |           |              |
| Marocchi 43’ | Marcatori | 50’ Matteoli |

| Arbitro: | Coppetelli (Tivoli) |

|                                            |           |           |
| Passarella 31’ (rig.) Altobelli 81’ (rig.) | Marcatori | 8’ Zanone |

#### Fase finale
| Arbitro: | Coppetelli (Tivoli) |

|  |           |                         |
|  | Marcatori | 15’ Altobelli 82’ Fanna |

| Arbitro: | Cornieti (Forlì) |

|              |           |  |
| Tardelli 88’ | Marcatori |  |

| Arbitro: | Bergamo (Livorno) |

|              |           |                |
| Lombardo 30’ | Marcatori | 82’ Mandorlini |

| Arbitro: | Baldas (Trieste) |

|                                    |                      |                                       |
| Ciocci 51’                         | Marcatori            | 8’ Bongiorni                          |
| Mandorlini Matteoli Baresi Garlini | Tiri di rigore 3 – 5 | Nicoletti Bongiorni Citterio Lombardo |

### Coppa UEFA
| Arbitro: | Van Langenhove |

|                              |           |  |
| Altobelli 56’ Rummenigge 78’ | Marcatori |  |

| Arbitro: | Eriksson |

|  |           |               |
|  | Marcatori | 8’ Passarella |

| Arbitro: | Perez |

|                                         |           |                                  |
| Sikorski 41’ Dziekanowski 57’ Karaś 60’ | Marcatori | 17’ Altobelli 75’ (aut.) Arceusz |

| Arbitro: | Courtney |

|           |           |  |
| Fanna 44’ | Marcatori |  |

| Arbitro: | Tritschler |

|  |           |               |
|  | Marcatori | 17’ Altobelli |

| Milano 17 dicembre 1986 Ottavi di finale - Ritorno | Inter   | 0 – 0 | Dukla Praga | Stadio Giuseppe Meazza (20 683 spett.)\| Arbitro: \| Quiniou \| |
| Arbitro:                                           | Quiniou |       |             |                                                                 |

| Göteborg 4 marzo 1987, ore 18:55 CET Quarti di finale - Andata | IFK Göteborg | 0 – 0 | Inter | Gamla Ullevi (43 103 spett.)\| Arbitro: \| Keizer \| |
| Arbitro:                                                       | Keizer       |       |       |                                                      |

| Arbitro: | Prokop |

|                        |           |                |
| Fredriksson 58’ (aut.) | Marcatori | 79’ Pettersson |

## Statistiche

### Statistiche di squadra
Statistiche aggiornate al 17 maggio 1987.
| Competizione | Punti | In casa | In casa | In casa | In casa | In trasferta | In trasferta | In trasferta | In trasferta | Totale | Totale | Totale | Totale | Gf | Gs | D.R. |
| Competizione | Punti | G       | V       | N       | P       | G            | V            | N            | P            | G      | V      | N      | P      | Gf | Gs | D.R. |
| ------------ | ----- | ------- | ------- | ------- | ------- | ------------ | ------------ | ------------ | ------------ | ------ | ------ | ------ | ------ | -- | -- | ---- |
| Serie A      | 38    | 15      | 12      | 2       | 1       | 15           | 3            | 6            | 6            | 30     | 15     | 8      | 7      | 32 | 17 | 15   |
| Coppa Italia | -     | 4       | 3       | 1       | 0       | 5            | 3            | 2            | 0            | 9      | 6      | 3      | 0      | 18 | 7  | 11   |
| Coppa UEFA   | -     | 4       | 2       | 2       | 0       | 4            | 2            | 1            | 1            | 8      | 4      | 3      | 1      | 8  | 4  | 4    |
| Totale       | -     | 23      | 17      | 5       | 1       | 24           | 8            | 9            | 7            | 47     | 25     | 14     | 8      | 58 | 28 | 30   |

### Statistiche dei giocatori
| Giocatore     | Serie A  | Serie A | Serie A     | Serie A    | Coppa Italia | Coppa Italia | Coppa Italia | Coppa Italia | Coppa UEFA | Coppa UEFA | Coppa UEFA  | Coppa UEFA | Totale   | Totale | Totale      | Totale     |
| Giocatore     | Presenze | Reti    | Ammonizioni | Espulsioni | Presenze     | Reti         | Ammonizioni  | Espulsioni   | Presenze   | Reti       | Ammonizioni | Espulsioni | Presenze | Reti   | Ammonizioni | Espulsioni |
| ------------- | -------- | ------- | ----------- | ---------- | ------------ | ------------ | ------------ | ------------ | ---------- | ---------- | ----------- | ---------- | -------- | ------ | ----------- | ---------- |
| A. Altobelli  | 28       | 11      | ?           | ?          | .            | 0            | ?            | ?            | ?          | ?          | ?           | ?          | 28+      | 11+    | ?           | ?          |
| G. Baraldi    | 0        | 0       | ?           | ?          | .            | 0            | ?            | ?            | ?          | ?          | ?           | ?          | 0+       | 0+     | ?           | ?          |
| G. Baresi (I) | 29       | 1       | ?           | ?          | .            | 0            | ?            | ?            | ?          | ?          | ?           | ?          | 29+      | 1+     | ?           | ?          |
| G. Bergomi    | 28       | 2       | ?           | ?          | .            | 0            | ?            | ?            | ?          | ?          | ?           | ?          | 28+      | 2+     | ?           | ?          |
| F. Calcaterra | 14       | 0       | ?           | ?          | .            | 0            | ?            | ?            | ?          | ?          | ?           | ?          | 14+      | 0+     | ?           | ?          |
| M. Caniato    | 0        | 0       | ?           | ?          | .            | 0            | ?            | ?            | ?          | ?          | ?           | ?          | 0+       | 0+     | ?           | ?          |
| M. Ciocci     | 4        | 1       | ?           | ?          | .            | 0            | ?            | ?            | ?          | ?          | ?           | ?          | 4+       | 1+     | ?           | ?          |
| S. Civeriati  | 0        | 0       | ?           | ?          | .            | 0            | ?            | ?            | ?          | ?          | ?           | ?          | 0+       | 0+     | ?           | ?          |
| E. Cucchi     | 13       | 0       | ?           | ?          | .            | 0            | ?            | ?            | ?          | ?          | ?           | ?          | 13+      | 0+     | ?           | ?          |
| P. Fanna      | 28       | 3       | ?           | ?          | .            | 0            | ?            | ?            | ?          | ?          | ?           | ?          | 28+      | 3+     | ?           | ?          |
| R. Ferri (II) | 30       | 0       | ?           | ?          | .            | 0            | ?            | ?            | ?          | ?          | ?           | ?          | 30+      | 0+     | ?           | ?          |
| O. Garlini    | 20       | 4       | ?           | ?          | .            | 0            | ?            | ?            | ?          | ?          | ?           | ?          | 20+      | 4+     | ?           | ?          |
| A. Malgioglio | 1        | -1      | ?           | ?          | .            | 0            | ?            | ?            | ?          | ?          | ?           | ?          | 1+       | -1+    | ?           | ?          |
| A. Mandorlini | 30       | 1       | ?           | ?          | .            | 0            | ?            | ?            | ?          | ?          | ?           | ?          | 30+      | 1+     | ?           | ?          |
| L. Marangon   | 3        | 0       | ?           | ?          | .            | 0            | ?            | ?            | ?          | ?          | ?           | ?          | 3+       | 0+     | ?           | ?          |
| G. Matteoli   | 30       | 1       | ?           | ?          | .            | 0            | ?            | ?            | ?          | ?          | ?           | ?          | 30+      | 1+     | ?           | ?          |
| G. Minaudo    | 1        | 0       | ?           | ?          | .            | 0            | ?            | ?            | ?          | ?          | ?           | ?          | 1+       | 0+     | ?           | ?          |
| D. Passarella | 23       | 3       | ?           | ?          | .            | 0            | ?            | ?            | ?          | ?          | ?           | ?          | 23+      | 3+     | ?           | ?          |
| A. Piraccini  | 28       | 0       | ?           | ?          | .            | 0            | ?            | ?            | ?          | ?          | ?           | ?          | 28+      | 0+     | ?           | ?          |
| A. Rivolta    | 0        | 0       | ?           | ?          | .            | 0            | ?            | ?            | ?          | ?          | ?           | ?          | 0+       | 0+     | ?           | ?          |
| K. Rummenigge | 14       | 3       | ?           | ?          | .            | 0            | ?            | ?            | ?          | ?          | ?           | ?          | 14+      | 3+     | ?           | ?          |
| M. Tardelli   | 24       | 0       | ?           | ?          | .            | 0            | ?            | ?            | ?          | ?          | ?           | ?          | 24+      | 0+     | ?           | ?          |
| W. Zenga      | 29       | -16     | ?           | ?          | 9            | -7           | ?            | ?            | 8          | -4         | ?           | ?          | 46       | -27    | ?           | ?          |